# قسم علي جمال الريفي (مقاطعة بشروية)
قسم علي جمال الريفي (بالفارسية: دهستان علی‌جمال) هي منطقة ريفية تقع في إيران في قسم. يقدر عدد سكانها بـ 3,612 نسمة .